# Bengaals
Het Bengaals of Bengali (Bengaals: বাংলা, Bānglā) is een Indo-Iraanse taal uit Zuid-Azië die door de Bengalen wordt gesproken.
De taal heeft zich uit het Sanskriet ontwikkeld.

## Geografie en aantal sprekers
Het Bengaals is inheems in een gebied in Zuid-Azië dat bekendstaat als Bengalen en Bangladesh en de Indiase deelstaat West-Bengalen omvat. Er zijn ook significante Bengaals-sprekende gemeenschappen in de Indiase staten Assam en Tripura en bij immigrantenbevolking in het westen en het Midden-Oosten. Het Bengaals is qua aantal sprekers de tweede taal in India, na het verwante Hindi.
Met ongeveer 250 miljoen sprekers is het de 7de taal ter wereld (na het Chinees, het Spaans, het Engels, het Hindi, het Arabisch en het Russisch).

## Classificatie
De taal wordt tot de Bengaals-Assamese taalgroep gerekend, die op zijn beurt tot de oostelijke groep van de Indiase talen behoort. Het Bengaals is dan ook het meest verwant aan het Assamees.

## Grammatica
Het Bengaals heeft een zogeheten SOV-volgorde (werkwoord achteraan in de zin) en kent het gebruik van zowel voor- als achterzetsels. Er zijn drie beleefdheidsniveaus (beleefd, familiair en intiem) met bijbehorende werkwoordsvervoegingen. De taal kent geen grammaticaal geslacht.

## Media
- Sakalbela is een Bengaalse krant, uitgegeven in Calcutta.
- Samayik Prasanga, een Bengaals dagblad, uitgegeven in Silchar, in Assam.
- Sangbad Pratidin is een Bengaalse krant die wordt uitgegeven in Calcutta, West-Bengalen.